# Aszahi Sinbun

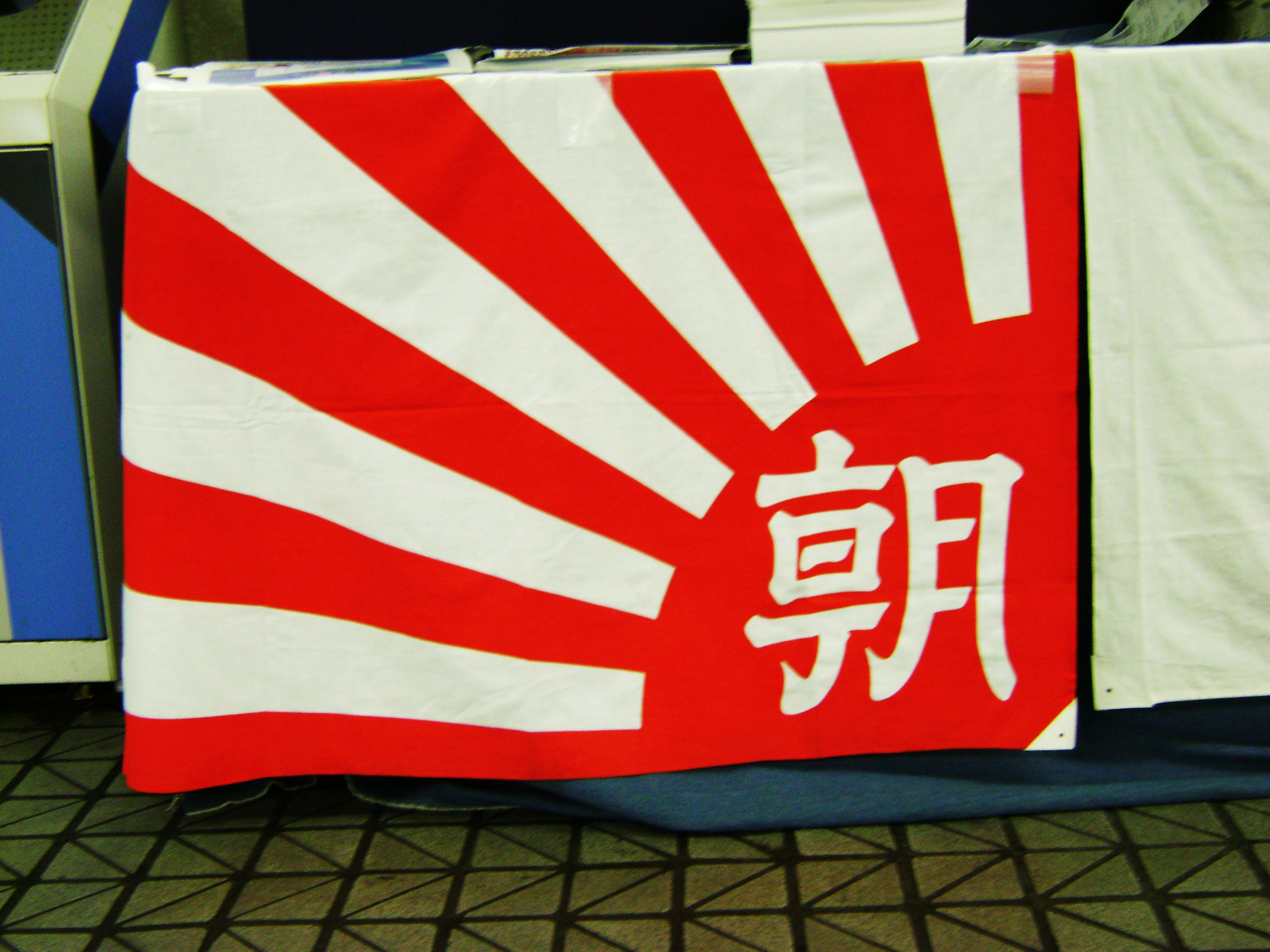
Az Aszahi Sinbun vállalat zászlaja

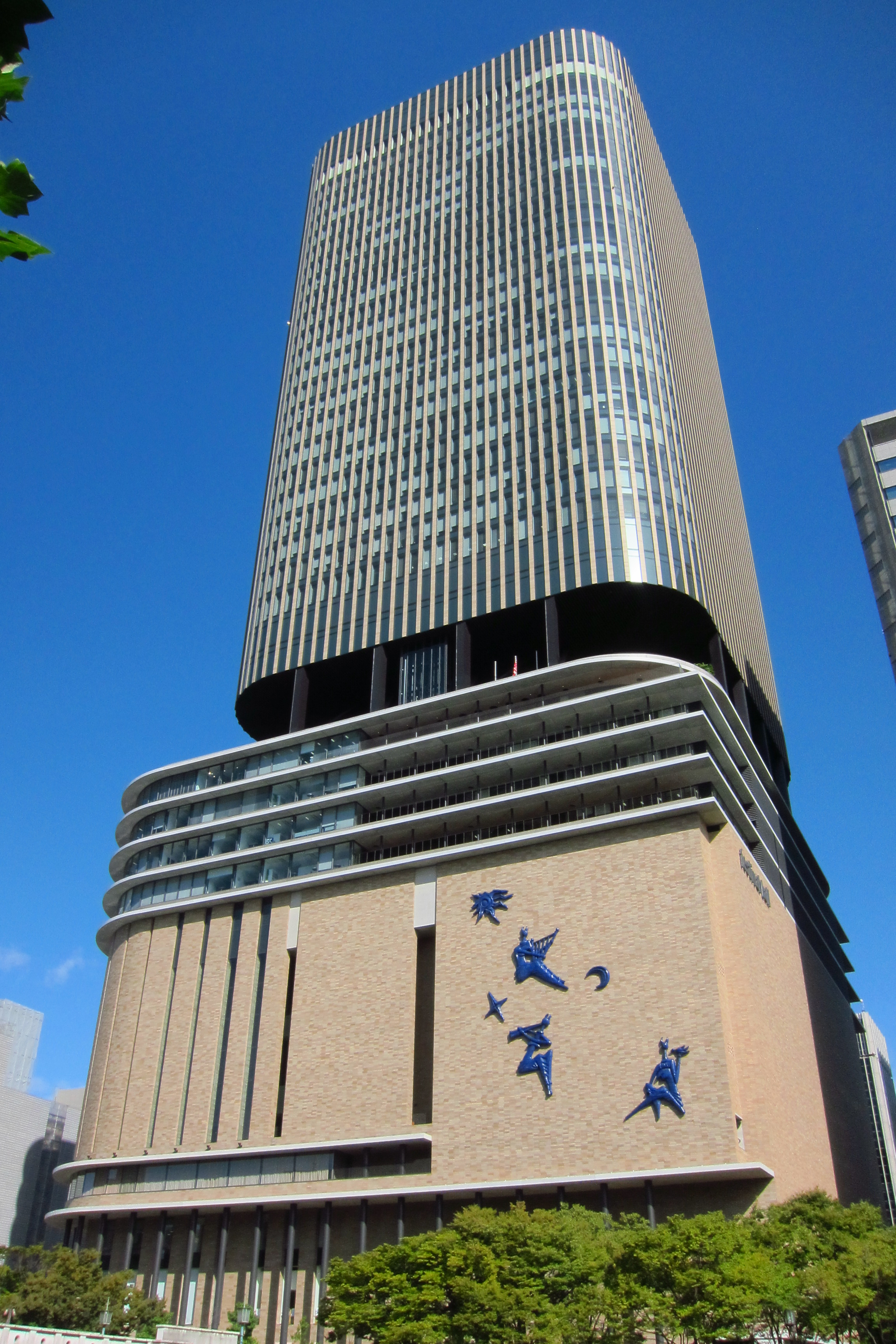
Nakanosima Fesztivál Torony
Az Aszahi Sinbun oszakai központja a 9. és 12. emeleten

Az Aszahi Sinbun (朝日新聞; Hepburn: Asahi Shinbun, ’Reggeli napi hírek’) egyike Japán öt országos napilapjának. Eladás alapján (2010. júniusi felmérés szerint) második volt a Jomiuri Sinbun után 7,96 milliós reggeli és 3,1 milliós esti értékesítéssel.
1879-ben Oszakában alapított, de az 1923-as nagy tokiói földrengés óta Tokióban szerkesztett, eredetileg liberális beállítottságú országos napilap, ám ma már akárcsak riválisainak, semmiféle politikai színezete sincs; magas példányszámával a világ második vezető napilapja. Angol nyelvű mutációja az Asahi Evening News.
Az újság megállapodást kötött az International Herald Tribune-nel; 2010-ig publikálták a napi International Herald Tribune/The Asahi Shimbunt az angol olvasóknak, ám szintén ugyanebben az évben ez a megállapodást felbontották az alacsony profit miatt, s azóta az Aszahi Sinbun az  Asia & Japan Watch című online portállal működik együtt, kiszolgálva az angol olvasókat.

## Politikai megítélés
Az Aszahi Sinbun enyhén bal-közép beállítottságú lapnak minősül, s hosszú hagyománnyal rendelkezik a nagy politikai botrányok megírásával kapcsolatban, sokkal inkább, mint konzervatív társai; minden alkalmat megragadva a befeketítésre.

## Története
Japán egyik legrégebbi és legnagyobb országos napilapja, az Aszahi Sinbun Oszaka városában kezdte meg a publikálást 1879. január 25-én kis nyomtatványú, összesen négy oldalas, illusztrált lapként, kiadványonként egy szenért (a jen századrésze; nincs forgalomban), 3000 példányban értékesítve.
A húsz tagból álló vezérkarból került ki a három alapító tag, név szerint: Kimura Noboru (a vállalat elnöke), Murajama Rjóhei (tulajdonos) és Cuda Tei (felelős szerkesztő). A cég első telephelye Minami-dóri volt Edoboriban, Oszakában. 1888-ban, július 10-én megjelent a Tokyo Asahi Shimbun első száma Tokió Motoszukijacsó részén, Kjóbasiban.
1908. október 1-jén az oszakai és tokiói részleget összevonták egyetlen egységes vállalattá, így jött létre az Aszahi Sinbun Gósi Kaisa (Aszahi Sinbun Partnervállalat), megközelítőleg 600 000 jenes tőkével.
Az Aszahi Sinbun által szponzorált Mitsubishi vállalatcsoport Kamikaze nevet viselő repülőgépe 1937. április 9-én érkezett Londonba, meglepetést okozva ezzel a nyugati világnak. Ez volt az első japán-építette repülő, amely eljutott az öreg kontinensre is.
1940. szeptember 1-jén az oszakai Aszahi Sinbunt és a tokiói Aszahi Sinbunt egyesítették egy azonos név alatt, mely már csak az Aszahi Sinbun nevet viselte.

## Aszahi-díj
A díjat 1929-ben alapították, az újság által odaítélve - 1992 óta az Asahi Shimbun Foundation (Aszahi Sinbun Alapítvány) - ösztöndíj eredményekért, ill. olyan kiemelkedő művészetii alkotásokért, amelyek maradandóan hozzájárulnak a japán kultúrához és társadalomhoz.

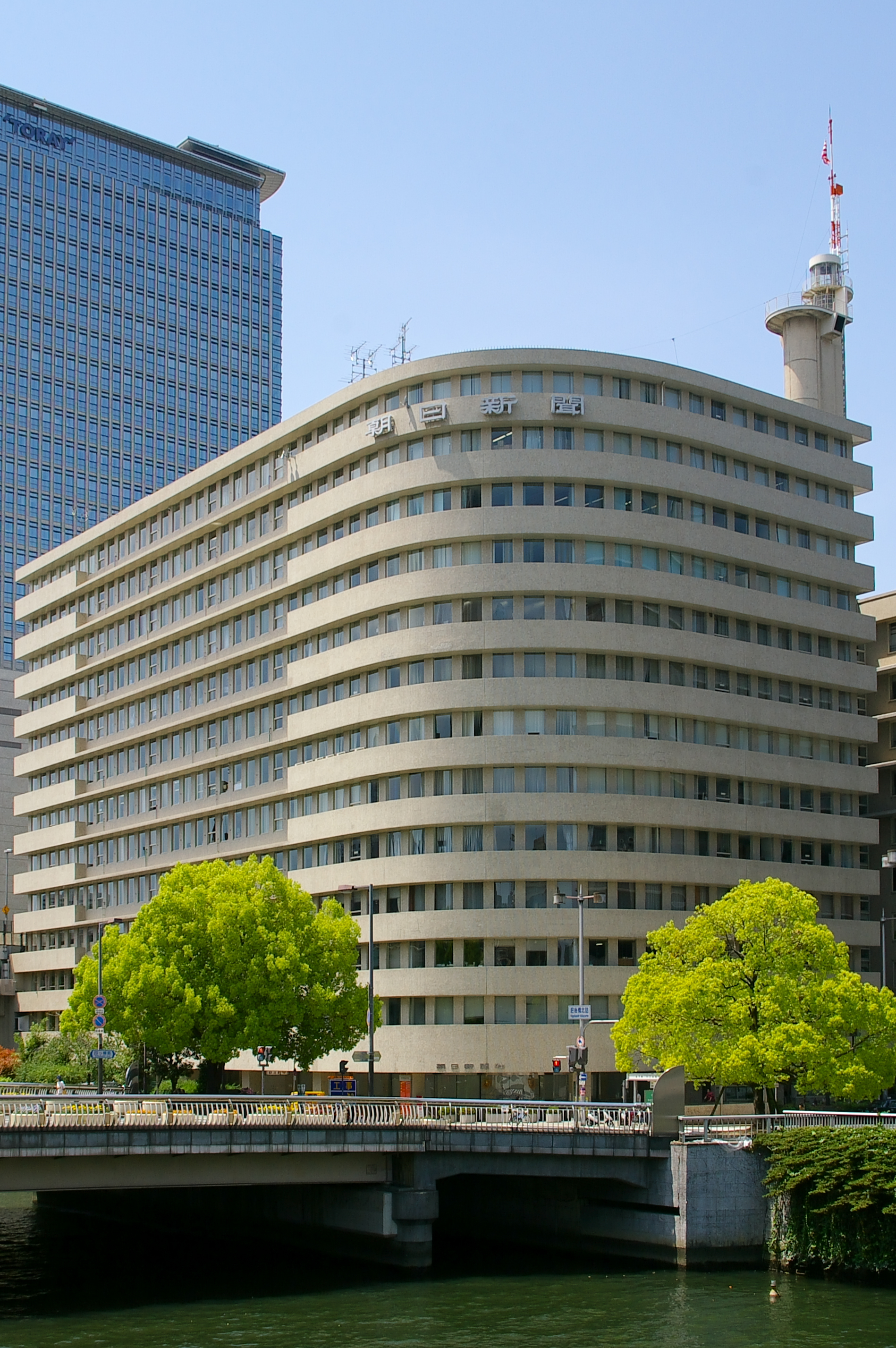
Aszahi Sinbun-épület (2006)
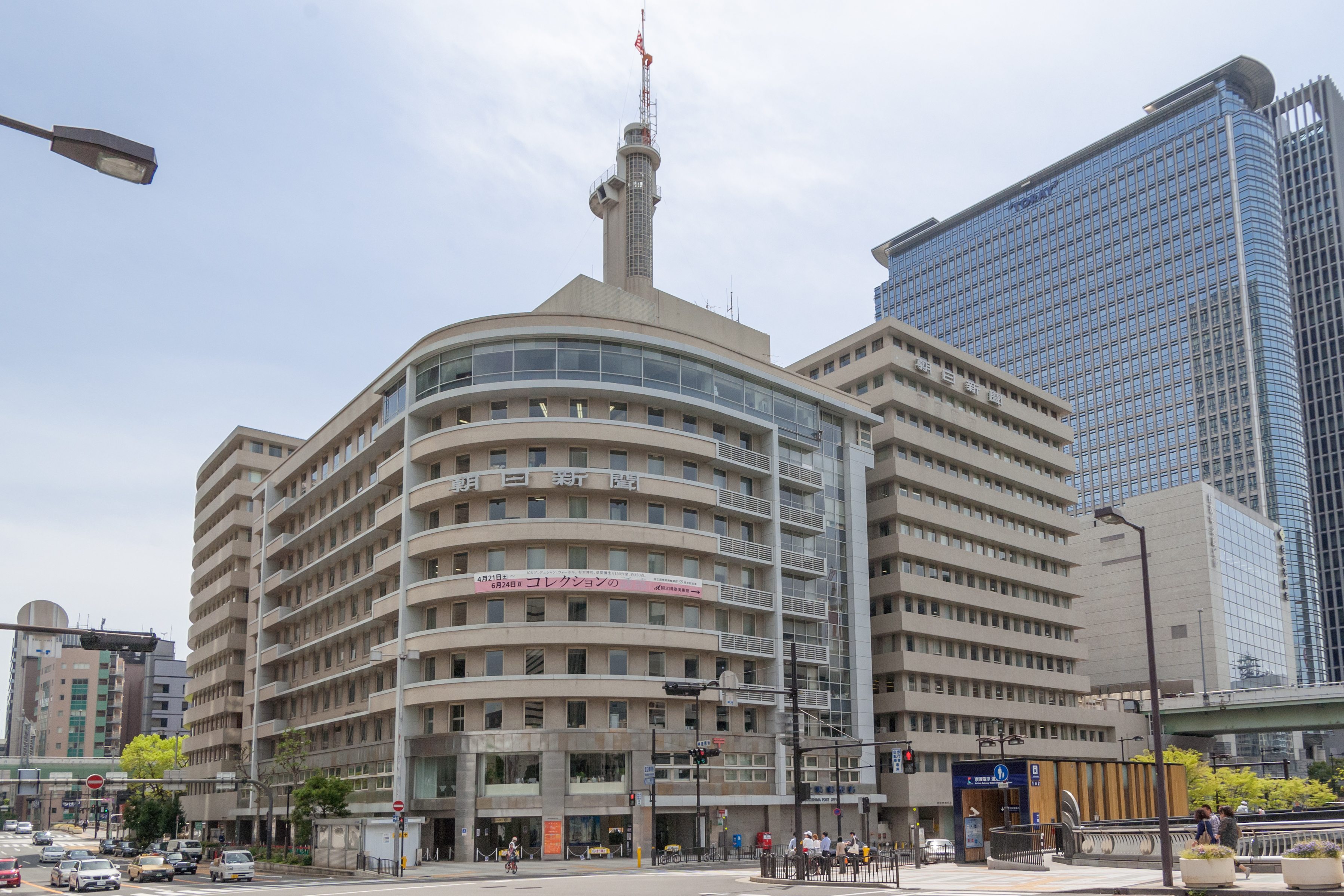
Aszahi Sinbun-épület és Oszaka Aszahi-épület (2012)
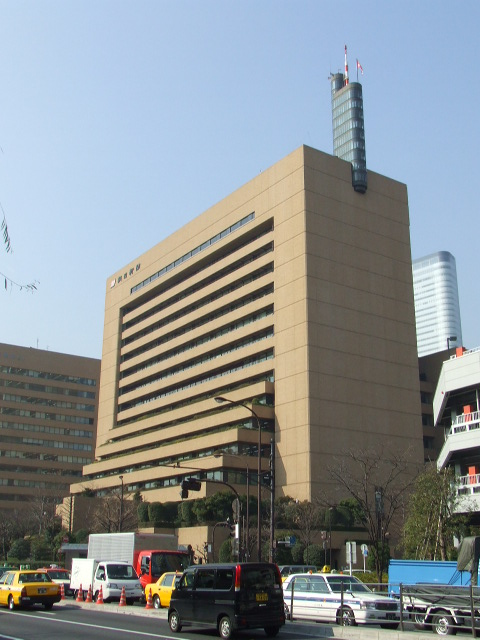
Az Aszahi Sinbun tokiói központja

## Fordítás
Ez a szócikk részben vagy egészben  az   Asahi_Shimbun című angol Wikipédia-szócikk ezen változatának fordításán alapul.  Az eredeti cikk szerkesztőit annak laptörténete sorolja fel. Ez a jelzés csupán a megfogalmazás eredetét és a szerzői jogokat jelzi, nem szolgál a cikkben szereplő információk forrásmegjelöléseként.